# 버수스 (2000년 영화)
《버수스》(Versus)는 미국에서 제작된 기타무라 류헤이 감독의 2000년 액션, 모험, 판타지 영화이다. 사카구치 타쿠 등이 주연으로 출연하였다.
'성냥팔이 소녀의 재림(2002)'급의 영화로 내용을 이해하기 난해한 작품이며 발연기 달인들의 종합선물세트로, 망하는 영화의 교과서가 될만한 기념비적인 작품.

## 출연

### 주연
- 사카구치 타쿠

### 조연
- 아라이 유이치로
- 마츠다 켄지
- 마츠모토 미노루
- 사카키 히데오